# Gans
Gans – miejscowość i gmina we Francji, w regionie Nowa Akwitania, w departamencie Żyronda.
Według danych na rok 1990 gminę zamieszkiwały 152 osoby, a gęstość zaludnienia wynosiła 22 osób/km² (wśród 2290 gmin Akwitanii Gans plasuje się na 1024. miejscu pod względem liczby ludności, natomiast pod względem powierzchni na miejscu 1287.).